# Pukë
Pukë, Puka – miasto w północnej Albanii, w gminie Pukë w obwodzie Szkodra, stolica okręgu Pukë. W 2005 r. miasto liczyło 6,5 tys. mieszkańców.
W mieście ma swoją siedzibę klub piłkarski KF Tërbuni.